# Boreomysis tridens
Boreomysis tridens is een aasgarnalensoort uit de familie van de Mysidae. De wetenschappelijke naam van de soort werd in 1870 voor het eerst geldig gepubliceerd door Georg Ossian Sars.